# Olympische Winterspiele 2014/Eishockey (Frauen)/Qualifikation
Die Qualifikation zum olympischen Eishockeyturnier der Frauen 2014 wurde zwischen September 2012 und Februar 2013 ausgetragen. Dabei wurden zwei Plätze des Endturniers ausgespielt. Dazu kamen die sechs besten Nationen der IIHF-Weltrangliste des Jahres 2012.
Die zwei Plätze wurden in einem mehrstufigen System zwischen 20 Teilnehmern ausgespielt. Die Einstufung erfolgte ebenfalls nach dem Stand der IIHF-Weltrangliste 2012. In der letzten Qualifikationsrunde sicherten sich Deutschland und Japan die verbleibenden zwei freien Plätze im olympischen Eishockeyturnier.

## Direkte Qualifikation
Für das olympische Turnier qualifizierten sich die ersten sechs Nationen der IIHF-Weltrangliste nach Abschluss der Weltmeisterschaft 2012 direkt:
| Rang | Land                | WM 2012 (100 %) | WM 2011 (75 %) | OS 2010 (50 %) | WM 2009 (25 %) | Summe |
| ---- | ------------------- | --------------- | -------------- | -------------- | -------------- | ----- |
| 1    | Kanada              | 1200            | 1160           | 1200           | 1160           | 2960  |
| 2    | Vereinigte Staaten  | 1160            | 1200           | 1160           | 1200           | 2940  |
| 3    | Finnland            | 1100            | 1120           | 1120           | 1120           | 2780  |
| 4    | Schweiz             | 1120            | 1040           | 1060           | 1020           | 2685  |
| 5    | Schweden            | 1060            | 1060           | 1100           | 1100           | 2680  |
| 6    | Russland            | 1040            | 1100           | 1040           | 1060           | 2650  |
| 7    | Slowakei            | 1000            | 1020           | 1000           | 940            | 2500  |
| 8    | Deutschland         | 1020            | 960            | 920            | 920            | 2430  |
| 9    | Kasachstan          | 860             | 1000           | 960            | 1040           | 2350  |
| 10   | Norwegen            | 940             | 940            | 900            | 900            | 2320  |
| 11   | Japan               | 920             | 860            | 940            | 1000           | 2285  |
| 12   | Tschechien          | 960             | 840            | 880            | 860            | 2245  |
| 13   | Volksrepublik China | 820             | 880            | 1020           | 980            | 2235  |
| 14   | Lettland            | 880             | 920            | 840            | 820            | 2195  |
| 15   | Österreich          | 900             | 900            | 780            | 880            | 2185  |
| 16   | Frankreich          | 800             | 820            | 860            | 840            | 2055  |
| 17   | Großbritannien      | 780             | 760            | 820            | 780            | 1955  |
| 18   | Italien             | 740             | 780            | 800            | 760            | 1915  |
| 19   | Dänemark            | 840             | 800            | 0              | 740            | 1625  |
| 20   | Slowenien           | 640             | 660            | 740            | 0              | 1505  |

## Modus
Die Nationalmannschaften ab dem Weltranglistenplatz 7 spielten zwischen Oktober 2012 und Februar 2013 die beiden verbleibenden Plätze in einem mehrstufigen System in Qualifikationsturnieren aus. Insgesamt meldeten 18 Länder für die sechs Turniere.
Die Gewinner der Vorqualifikation – Dänemark und die Niederlande – und die sechs Nationalteams auf den Weltranglistenplätze 13 bis 18 trafen in der ersten Qualifikationsrunde in zwei Gruppen (E & F) à vier Mannschaften aufeinander. Nur die beiden Gruppensieger erreichten die zweite Qualifikationsrunde, in der sie dann auf die sechs Mannschaften trafen, die in der Weltrangliste die Plätze 7 bis 12 belegten. Dort wurde erneut in zwei Gruppen (C & D) mit jeweils vier Mannschaften gespielt. Die jeweiligen Gruppensieger qualifizierten sich schließlich für das olympische Eishockeyturnier.
Unter den nichtqualifizierten Nationen bildete die Internationale Eishockey-Föderation eine Rangfolge, die auch in die IIHF-Weltrangliste 2014 einging.

## Vorqualifikation
Im September und Oktober 2012 wurden zwei Vorqualifikationsturniere ausgespielt. Daran nahmen die acht gemeldeten Mannschaften ab Weltranglistenplatz 19 nach Abschluss der Weltmeisterschaft 2012 teil. Die Vorqualifikation wurde in zwei Gruppen ausgespielt. Als Gastgeber fungierten die in der Weltrangliste an hinterster Stelle platzierten der teilnahmeberechtigten Mannschaften.
Die Sieger der Vorqualifikationsturniere wurden die Mannschaften aus Dänemark und den Niederlanden, die daher am Qualifikationsturnier in den Gruppen E und F teilnehmen durften.

### Gruppe G
Das Vorrundenturnier der Gruppe G wurde im Palau de Gel, der Eishalle auf dem Areal des Camp Nou, im spanischen Barcelona ausgetragen.
| 12. Oktober 2012 16:00 Uhr (Ortszeit) | Ungarn | 3:4 (2:1, 0:3, 1:0) Spielbericht | Dänemark | Palau de Gel, Barcelona Zuschauer: 400 |

| 12. Oktober 2012 20:00 Uhr | Kroatien | 1:2 (1:2, 0:0, 0:0) Spielbericht | Spanien | Palau de Gel, Barcelona Zuschauer: 650 |

| 13. Oktober 2012 16:00 Uhr | Kroatien | 1:8 (0:0, 0:6, 1:2) Spielbericht | Ungarn | Palau de Gel, Barcelona Zuschauer: 150 |

| 13. Oktober 2012 20:00 Uhr | Dänemark | 6:0 (2:0, 3:0, 1:0) Spielbericht | Spanien | Palau de Gel, Barcelona Zuschauer: 900 |

| 14. Oktober 2012 16:00 Uhr | Dänemark | 20:1 (6:0, 5:0, 9:1) Spielbericht | Kroatien | Palau de Gel, Barcelona Zuschauer: 150 |

| 14. Oktober 2012 20:00 Uhr | Spanien | 1:7 (1:2, 0:0, 0:5) Spielbericht | Ungarn | Palau de Gel, Barcelona Zuschauer: 850 |

| Pl. |          | Sp | S | OTS | OTN | N | Tore  | Punkte |
| 1.  | Dänemark | 3  | 3 | 0   | 0   | 0 | 30:04 | 9      |
| 2.  | Ungarn   | 3  | 2 | 0   | 0   | 1 | 18:06 | 6      |
| 3.  | Spanien  | 3  | 1 | 0   | 0   | 2 | 03:14 | 3      |
| 4.  | Kroatien | 3  | 0 | 0   | 0   | 3 | 03:30 | 0      |

Abkürzungen: Pl. = Platz, Sp = Spiele, S = Siege, OTS = Siege nach Verlängerung (Overtime) oder Penaltyschießen, OTN = Niederlagen nach Verlängerung oder Penaltyschießen, N = Niederlagen

Erläuterungen: Qualifikant für die erste Qualifikationsrunde

### Gruppe H
Die Spiele der Gruppe H fanden in der Eishalle Jastor im polnischen Jastrzębie-Zdrój statt.
| 27. September 2012 16:00 Uhr (Ortszeit) | Niederlande | 5:2 (1:0, 1:1, 3:1) Spielbericht | Südkorea | Jastor, Jastrzębie-Zdrój Zuschauer: 100 |

| 27. September 2012 19:30 Uhr | Polen | 4:3 n. P. (1:0, 0:1, 2:2, 0:0, 1:0) Spielbericht | Slowenien | Jastor, Jastrzębie-Zdrój Zuschauer: 300 |

| 28. September 2012 16:00 Uhr | Slowenien | 2:0 (1:0, 0:0, 1:0) Spielbericht | Südkorea | Jastor, Jastrzębie-Zdrój Zuschauer: 50 |

| 28. September 2012 19:30 Uhr | Niederlande | 5:4 n. V. (1:1, 0:1, 3:2, 1:0) Spielbericht | Polen | Jastor, Jastrzębie-Zdrój Zuschauer: 300 |

| 30. September 2012 13:00 Uhr | Slowenien | 0:4 (0:1, 0:1, 0:2) Spielbericht | Niederlande | Jastor, Jastrzębie-Zdrój Zuschauer: 100 |

| 30. September 2012 16:30 Uhr | Südkorea | 2:3 (0:1, 0:0, 2:2) Spielbericht | Polen | Jastor, Jastrzębie-Zdrój Zuschauer: 300 |

| Pl. |             | Sp | S | OTS | OTN | N | Tore  | Punkte |
| 1.  | Niederlande | 3  | 2 | 1   | 0   | 0 | 14:06 | 8      |
| 2.  | Polen       | 3  | 1 | 1   | 1   | 0 | 11:10 | 6      |
| 3.  | Slowenien   | 3  | 1 | 0   | 1   | 1 | 05:08 | 4      |
| 4.  | Südkorea    | 3  | 0 | 0   | 0   | 3 | 04:10 | 0      |

Abkürzungen: Pl. = Platz, Sp = Spiele, S = Siege, OTS = Siege nach Verlängerung (Overtime) oder Penaltyschießen, OTN = Niederlagen nach Verlängerung oder Penaltyschießen, N = Niederlagen

Erläuterungen: Qualifikant für die erste Qualifikationsrunde

## Erste Qualifikationsrunde
Die erste Qualifikationsrunde fand zwischen dem 8. und 11. November 2012 statt. Dabei genossen die in der Weltrangliste Besserplatzierten das Recht, das Turnier auszurichten. Die Volksrepublik China und Lettland machten von diesem Recht Gebrauch.

### Gruppe E
Die Spiele der Gruppe E der ersten Qualifikationsrunde fanden im Sportkomplex der Shanghai University of Sports in der chinesischen Stadt Shanghai statt.
| 8. November 2012 15:00 Uhr (Ortszeit) | 8. November 2012 8:00 Uhr (MEZ) | Frankreich | 7:0 (1:0, 2:0, 4:0) Spielbericht | Großbritannien | S. U. S. Sportkomplex, Shanghai Zuschauer: 147 |

| 8. November 2012 19:00 Uhr | 8. November 2012 12:00 Uhr | Volksrepublik China | 5:2 (1:0, 1:1, 3:1) Spielbericht | Niederlande | S. U. S. Sportkomplex, Shanghai Zuschauer: 779 |

| 9. November 2012 15:00 Uhr | 9. November 2012 8:00 Uhr | Frankreich | 3:4 n. P. (1:0, 1:2, 1:1, 0:0, 0:1) Spielbericht | Niederlande | S. U. S. Sportkomplex, Shanghai Zuschauer: 137 |

| 9. November 2012 19:00 Uhr | 9. November 2012 12:00 Uhr | Großbritannien | 0:5 (0:2, 0:2, 0:1) Spielbericht | Volksrepublik China | S. U. S. Sportkomplex, Shanghai Zuschauer: 363 |

| 11. November 2012 15:00 Uhr | 11. November 2012 8:00 Uhr | Niederlande | 1:2 (0:0, 1:0, 0:2) Spielbericht | Großbritannien | S. U. S. Sportkomplex, Shanghai Zuschauer: 170 |

| 11. November 2012 19:00 Uhr | 11. November 2012 12:00 Uhr | Volksrepublik China | 4:3 n. P. (0:3, 2:0, 1:0, 0:0, 1:0) Spielbericht | Frankreich | S. U. S. Sportkomplex, Shanghai Zuschauer: 467 |

| Pl. |                     | Sp | S | OTS | OTN | N | Tore  | Punkte |
| 1.  | Volksrepublik China | 3  | 2 | 1   | 0   | 0 | 14:05 | 8      |
| 2.  | Frankreich          | 3  | 1 | 0   | 2   | 0 | 13:08 | 5      |
| 3.  | Großbritannien      | 3  | 1 | 0   | 0   | 2 | 02:13 | 3      |
| 4.  | Niederlande         | 3  | 0 | 1   | 0   | 2 | 07:10 | 2      |

Abkürzungen: Pl. = Platz, Sp = Spiele, S = Siege, OTS = Siege nach Verlängerung (Overtime) oder Penaltyschießen, OTN = Niederlagen nach Verlängerung oder Penaltyschießen, N = Niederlagen

Erläuterungen: Qualifikant für die zweite Qualifikationsrunde

### Gruppe F
Die Spiele der Gruppe F der ersten Qualifikationsrunde fanden in der Eishalle des Vidzemes Olimpiskais Centrs in der lettischen Stadt Valmiera statt.
| 8. November 2012 15:30 Uhr (Ortszeit) | Österreich | 7:0 (1:0, 2:0, 4:0) Spielbericht | Italien | Vidzemes Olimpiskais Centrs, Valmiera Zuschauer: 89 |

| 8. November 2012 19:30 Uhr | Lettland | 1:4 (0:1, 0:2, 1:1) Spielbericht | Dänemark | Vidzemes Olimpiskais Centrs, Valmiera Zuschauer: 368 |

| 9. November 2012 15:30 Uhr | Österreich | 0:1 (0:0, 0:1, 0:0) Spielbericht | Dänemark | Vidzemes Olimpiskais Centrs, Valmiera Zuschauer: 76 |

| 9. November 2012 19:30 Uhr | Italien | 3:0 (1:0, 2:0, 0:0) Spielbericht | Lettland | Vidzemes Olimpiskais Centrs, Valmiera Zuschauer: 89 |

| 11. November 2012 13:00 Uhr | Dänemark | 3:1 (0:1, 3:0, 0:0) Spielbericht | Italien | Vidzemes Olimpiskais Centrs, Valmiera Zuschauer: 72 |

| 11. November 2012 17:00 Uhr | Lettland | 2:3 (0:1, 1:2, 1:0) Spielbericht | Österreich | Vidzemes Olimpiskais Centrs, Valmiera Zuschauer: 173 |

| Pl. |            | Sp | S | OTS | OTN | N | Tore  | Punkte |
| 1.  | Dänemark   | 3  | 3 | 0   | 0   | 0 | 08:02 | 9      |
| 2.  | Österreich | 3  | 2 | 0   | 0   | 1 | 10:03 | 6      |
| 3.  | Italien    | 3  | 1 | 0   | 0   | 2 | 04:10 | 3      |
| 4.  | Lettland   | 3  | 0 | 0   | 0   | 3 | 03:10 | 0      |

Abkürzungen: Pl. = Platz, Sp = Spiele, S = Siege, OTS = Siege nach Verlängerung (Overtime) oder Penaltyschießen, OTN = Niederlagen nach Verlängerung oder Penaltyschießen, N = Niederlagen

Erläuterungen: Qualifikant für die zweite Qualifikationsrunde

## Zweite Qualifikationsrunde
Die zweite Qualifikationsrunde fand vom 7. bis 10. Februar 2013 statt. Dabei genossen die beiden auf den ersten Platz gesetzten Mannschaften das Recht, über den Ort der Ausrichtung zu bestimmen und machten davon auch Gebrauch.

### Gruppe C
Die Spiele der Gruppe C wurden vom 7. bis 10. Februar 2013 in der slowakischen Stadt Poprad ausgetragen. Die Spiele fanden im dortigen Zimný štadión statt. Dabei setzte sich Japan mit zwei Siegen und einer Niederlage nach Penaltyschießen durch und qualifizierte sich damit für das Hauptturnier im Jahr 2014.
| 7. Februar 2013 14:00 Uhr (Ortszeit) | Norwegen B. Lersbryggen (18:16) L. Bialik Øien (22:20) I. Farstad (28:30) | 3:4 (1:0, 2:1, 0:3) Spielbericht | Japan K. Aoki (32:12) C. Ōsawa (49:17) A. Nakamura (50:59) T. Sakagami (57:13) | Zimný štadión, Poprad Zuschauer: 314 |

| 7. Februar 2013 18:00 Uhr | Slowakei J. Čulíková (0:53) | 1:2 (1:2, 0:0, 0:0) Spielbericht | Dänemark J. Høegh Persson (3:35) C. Densing (11:56) | Zimný štadión, Poprad Zuschauer: 981 |

| 8. Februar 2013 14:00 Uhr | Norwegen I. Morset (33:35) | 1:2 n. P. (0:0, 1:0, 0:1, 0:0, 0:1) Spielbericht | Dänemark E. Russell (44:41) J. Gregersen (PS) | Zimný štadión, Poprad Zuschauer: 367 |

| 8. Februar 2013 18:00 Uhr | Japan | 0:1 n. P. (0:0, 0:0, 0:0, 0:0, 0:1) Spielbericht | Slowakei J. Kapustová (PS) | Zimný štadión, Poprad Zuschauer: 1.183 |

| 10. Februar 2013 14:00 Uhr | Dänemark | 0:5 (0:2, 0:2, 0:1) Spielbericht | Japan M. Shishiuchi (9:07) H. Kubo (18:36) Y. Hirano (27:22) H. Kubo (39:57) S. Koike (50:53) | Zimný štadión, Poprad Zuschauer: 315 |

| 10. Februar 2013 18:00 Uhr | Slowakei J. Kapustová (21:38) J. Čulíková (23:32) J. Kapustová (29:04) | 3:5 (0:3, 3:1, 0:1) Spielbericht | Norwegen H. Ask (9:41) H. Sletbak (11:43) A. Dalen (17:34) H. Martinsen (32:53) L. Bialik Øien (49:07) | Zimný štadión, Poprad Zuschauer: 943 |

| Pl. |          | Sp | S | OTS | OTN | N | Tore  | Punkte |
| 1.  | Japan    | 3  | 2 | 0   | 1   | 0 | 09:04 | 7      |
| 2.  | Dänemark | 3  | 1 | 1   | 0   | 1 | 04:07 | 5      |
| 3.  | Norwegen | 3  | 1 | 0   | 1   | 1 | 09:09 | 4      |
| 4.  | Slowakei | 3  | 0 | 1   | 0   | 2 | 05:07 | 2      |

Abkürzungen: Pl. = Platz, Sp = Spiele, S = Siege, OTS = Siege nach Verlängerung (Overtime) oder Penaltyschießen, OTN = Niederlagen nach Verlängerung oder Penaltyschießen, N = Niederlagen

Erläuterungen: Qualifikant für die Olympischen Winterspiele

### Gruppe D
Die Spiele der Gruppe D fanden vom 7. bis 10. Februar in der Hans-Schröpf-Arena in Weiden in der Oberpfalz statt. Dabei setzte sich Deutschland mit drei Siegen durch und qualifizierte sich damit für das olympische Hauptturnier in Sotschi.
| 7. Februar 2013 16:00 Uhr (Ortszeit) | Kasachstan T. Koroljowa (36:27) | 1:5 (0:3, 1:1, 0:1) Spielbericht | Tschechien K. Mrázová (3:23) A. Lédlová (7:38) K. Chmelová (9:03) D. Křížová (38:41) A. Polenská (45:30) | Hans-Schröpf-Arena, Weiden in der Oberpfalz Zuschauer: 300 |

| 7. Februar 2013 19:30 Uhr | Deutschland J. Zorn (10:52) T. Eisenschmid (48:41) J. Zorn (56:14) | 3:1 (1:0, 0:1, 2:0) Spielbericht | Volksrepublik China Sun R. (30:24) | Hans-Schröpf-Arena, Weiden in der Oberpfalz Zuschauer: 485 |

| 8. Februar 2013 16:00 Uhr | Kasachstan G. Schu (30:48) | 1:2 (0:0, 1:2, 0:0) Spielbericht | Volksrepublik China Zhang B. (20:42) Sun R. (24:23) | Hans-Schröpf-Arena, Weiden in der Oberpfalz Zuschauer: 215 |

| 8. Februar 2013 19:30 Uhr | Tschechien A. Lédlová (7:51) | 1:3 (1:1, 0:2, 0:0) Spielbericht | Deutschland M. Bittner (5:46) S. Götz (27:51) M. Anwander (29:20) | Hans-Schröpf-Arena, Weiden in der Oberpfalz Zuschauer: 1.014 |

| 10. Februar 2013 14:00 Uhr | Volksrepublik China Fang X. (50:13) Jin F. (55:53) | 2:3 n. P. (0:1, 0:0, 2:1, 0:0, 0:1) Spielbericht | Tschechien A. Lédlová (6:30) S. Studentová (43:22) K. Chmelová (PS) | Hans-Schröpf-Arena, Weiden in der Oberpfalz Zuschauer: 175 |

| 10. Februar 2013 17:30 Uhr | Deutschland N. Kamenik (6:50) N. Kamenik (20:50) S. Kratzer (33:48) A. Lanzl (52:21) A. Lanzl (58:25) | 5:0 (1:0, 2:0, 2:0) Spielbericht | Kasachstan | Hans-Schröpf-Arena, Weiden in der Oberpfalz Zuschauer: 750 |

| Pl. |                     | Sp | S | OTS | OTN | N | Tore  | Punkte |
| 1.  | Deutschland         | 3  | 3 | 0   | 0   | 0 | 11:02 | 9      |
| 2.  | Tschechien          | 3  | 1 | 1   | 0   | 1 | 09:06 | 5      |
| 3.  | Volksrepublik China | 3  | 1 | 0   | 1   | 1 | 05:07 | 4      |
| 4.  | Kasachstan          | 3  | 0 | 0   | 0   | 3 | 02:12 | 0      |

Abkürzungen: Pl. = Platz, Sp = Spiele, S = Siege, OTS = Siege nach Verlängerung (Overtime) oder Penaltyschießen, OTN = Niederlagen nach Verlängerung oder Penaltyschießen, N = Niederlagen

Erläuterungen: Qualifikant für die Olympischen Winterspiele